# Michel Wackenheim

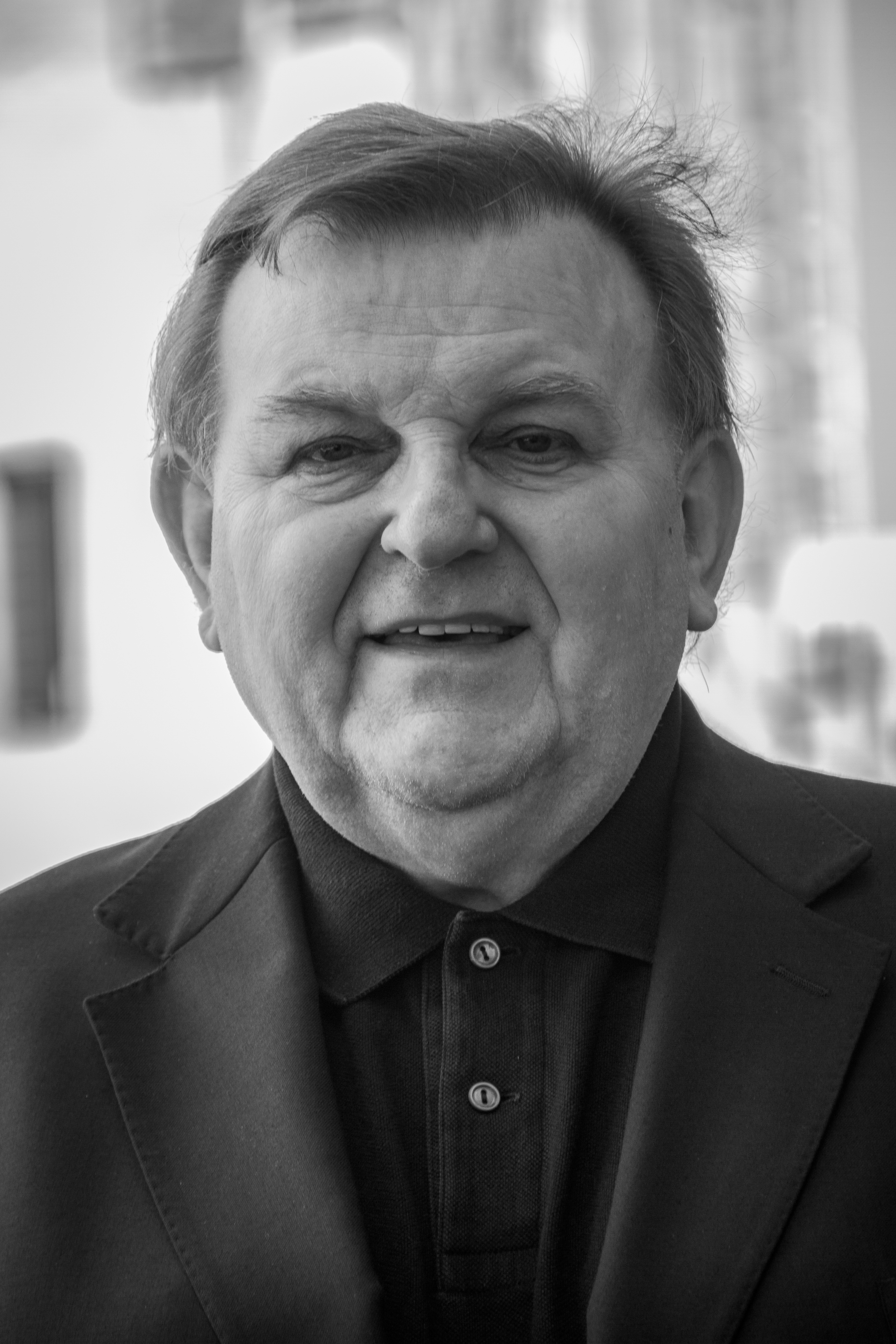
Michel Wackenheim
im Juni 2013

Michel Ambroise Wackenheim (* 7. Dezember 1945 in Mertzwiller) ist ein französischer römisch-katholischer Priester, Kirchenmusiker und Autor geistlicher Literatur. 

## Leben
Er war Leiter der Schola grégorienne de l’Université de Strasbourg und ist bekannt als Komponist neuer geistlicher Lieder. Von 2002 bis 2009 war er ferner Pfarrer der Pfarrgemeinde des Quartiers Straßburg-Robertsau. Im Juni 2009 wurde er Kanoniker des Straßburger Münsters und im September 2009 als deren Erzpriester installiert.

## Werke (Auswahl)

### Als Komponist
- Wenn wir das Leben teilen (Si nous partageons comme le pain notre vie; aus: Route de Chartres). Text: Claude Rozier, dt. Hans Florenz
- Wir preisen deinen Tod (Tu as connu la mort) Text: Christiane Gaud, dt. Diethard Zils

### Als Autor
- Ton livret de chretien. Du baptème à la confirmation. Bayard, 1996, ISBN 2-227-32411-2.
- «Réjouis-toi, Marie!» Prier la Mère de Dieu. Bayard, 1997, ISBN 2-227-32417-1.
- «Tu vivras!» Prières pour les défunts. Bayard, 1997, ISBN 2-227-32418-X.
- Découvrir le Notre Père. Salvator, 2002, ISBN 2-7067-0335-0.
- Découvrir la prière du Rosaire. Salvator, 2003, ISBN 2-7067-0354-7.
- Le Rosaire médité et chanté. Salvator, 2006, ISBN 2-7067-0443-8.
- Guide pour comprendre l’année liturgique. Bayard, Paris 2007.
- La Messe en 50 questions. Salvator, 2007, ISBN 978-2-7067-0515-1.
- Noël en 50 questions.  Salvator, 2008, ISBN 978-2-7067-0633-2.
- Gestes et signes de la foi. Éditions Savator, 2009, ISBN 978-2-7067-0671-4.
- Premières questions sur la liturgie. Desclée de Brouwer, Paris 2011, ISBN 978-2-220-06275-4.
- Qui sont ma mère et mes frères? Les intrigantes paroles de Jésus. Éditions du Cerf, Paris 2012, ISBN 978-2-204-09868-7.

## Herausgeberschaft
- Signes d’aujourd’hui. Bayard Presse, Paris, ISSN 0338-2052.
- Signes musiques – la revue du chant liturgique. Zeitschrift für neue geistliche Musik. Bayard Presse, Paris, ISSN 1151-4051.